# 长城谣

東北四省，1931年九一八事變後被其中三省被日本佔領日本軍事占領，其後成立滿州國，1933年熱河戰役後東北四省被佔領。最終於1945年重回中國統治，期間歷時14年。

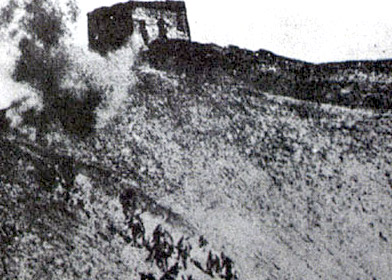
日軍侵入長城防線

《长城谣》是一首创作于中國抗日戰爭时期并至今传唱的歌曲，由潘孑农作词，刘雪庵作曲。1937年春，上海艺华影片公司开始拍摄潘孑农编剧的《关山万里》，潘孑农邀请刘雪庵为影片配乐。由于上海八一三事变发生，影片没有完成，但是刘雪庵把已经完成的影片插曲《长城谣》刊载在自办的刊物《战歌》上。很快《长城谣》被一些青年抗日宣传队演唱。不久歌唱家周小燕在武汉合唱团独唱领唱这首歌曲，次年她去法国留学，途经新加坡应百代唱片公司邀请，演唱灌制了《长城谣》唱片，这首歌曲更加广为传唱，使海外華人踊跃捐款、捐物，有的愤然回国参加抗战，支援打击侵略者。
1957年，刘雪庵因歌曲《何日君再来》和《壮志凌霄》的所谓历史问题被打成右派，《长城谣》在中國大陸被禁唱长达20多年；但是臺灣、香港的艺术家没有忘记这首歌，一代又一代传唱下来。1979年刘雪庵被平反，《长城谣》的歌声又从海外传回。1984年春节，香港歌手张明敏在北京电视台春节联欢晚会演唱了《长城谣》，大陆年轻人对这首歌曲十分陌生，以至於认为是张明敏首唱的港台歌曲；此时79岁的刘雪庵已经双目失明，在家中的病床上收听了张明敏的演唱，百感交集，泪如雨下。1994年，邓丽君在最后一场演唱会上演唱《长城谣》，因对两岸统一的期盼，将原歌词中“全国的同胞”（或“四万万同胞”）改为“十一万万同胞”。
1985年8月31日，臺灣電視公司轉播《巨星之夜 反仿冒反盜錄義演晚會》，主持人鄧麗君、主持人張菲合唱《長城謠》作結，謝荔生領導台視大樂團伴奏。
歌词中“高粱肥大豆香，遍地黄金少灾殃”——赞美東北物产丰富，人民安居乐业；“奸淫掳掠苦难当，奔他方骨肉离散父母丧”，控诉日軍戰爭罪行和大众的苦难；“大家拼命打回去，哪怕倭奴逞豪强”，表现中国人民威武不屈，团结斗争必胜的信心；“四万万同胞心一样，新的长城万里长”。歌曲短小好上口，易传唱，旋律优美，是抗日救亡经典歌曲之一。
这首歌的音乐苍凉悲壮，纯朴自然，感情深切而不缠绵。在音乐上极具民族风格，在写法上與民歌相似，同时兼有叙事和抒情的特点。旋律起伏不大，节奏进行平稳、音域不宽，整个曲调建立在五声音阶的基础上，听起来亲切、优美；唱起来既口语化、又有民族特色。由于这首歌曲具有上述旋律、节奏及结构等方面的特点，使之能在中國抗日战爭时期广为流传，倾述了人民被迫離家流浪的苦难，从而激发人民同仇敌忾的爱国热情。
1989年，创作歌手童安格从这首歌曲的副歌歌词及旋律取材，创作了《六月四日（我还活着）》，纪念六四事件。
2014年11月北京申冬奧宣傳片《純潔冰雪 激情約會》（北京和张家口联合申办2022冬奥会宣传片），以《長城謠》作為背景音樂。

## 歌词
| “ | 万里长城万里长， 长城外面是故乡。 高粱肥，大豆香， 遍地黄金少灾殃。 自从大难平地起， 奸淫掳掠苦难当。 苦难当，奔他方， 骨肉离散父母丧。 没齿难忘仇和恨， 日夜只想回故乡。 大家拼命打回去， 哪怕倭寇逞豪强。 万里长城万里长， 长城外面是故乡。 四万万同胞心一樣， 新的长城万里长。 万里长城万里长， 长城外面是故乡。 四万万同胞心一樣， 新的长城万里长！ | ” |